# Zuhältertape Volume 3
Zuhältertape Volume 3 ist der dritte Teil einer Mixtape-Reihe des Rappers Kollegah. Nach Veröffentlichung von Zuhältertape und der Fortsetzung Boss der Bosse erschien Zuhältertape Volume 3 am 19. Dezember 2009 über das Independent-Label Selfmade Records. An der Produktion waren die Hip-Hop-Musiker Hookbeatz, B-Case, Sixjune, Yoshi Noize, Vizirbeats, Saabiza und Rizbo beteiligt.

## Veröffentlichung
Nachdem es ursprünglich für den 12. Dezember 2009 angekündigt worden war, wurde die Veröffentlichung des Mixtapes um eine Woche verschoben, da die für das Album vorgesehenen Gastrapper Mr. Chissman und BoZ ihre Strophen nicht rechtzeitig zum letztmöglichen Abgabetermin fertiggestellt hatten. Weil in den Ankündigungen für Zuhältertape Vol. 3 bereits 18 Titel versprochen worden waren, entschied sich Kollegah dazu, die nicht fertiggestellten Lieder durch zwei neue Stücke zu ersetzen.
Kollegahs Internetseite war aufgrund hoher Abrufzahlen zeitweise überlastet und entsprechend nicht abrufbar.
Aufgrund eines Fehlers im Presswerk enthalten einige Exemplare des Mixtapes Fehler im Intro. Nach der Veröffentlichung von Zuhältertape Volume 3 entschuldigte sich Selfmade Records für die fehlerhaften CDs, die teilweise bereits ausgeliefert worden waren, und bot eine kostenlose Erstattung der betroffenen Tonträger an.
Selfmade Records bot den dritten Teil des „Zuhältertapes“ ausschließlich über sein Internet-Versandhaus an. Da die Verkäufe des Internet-Shops nicht von Media Control erfasst wurden, konnte das Album nicht in die deutschen Albumcharts einsteigen, aber Kollegah und Selfmade Records würden stattdessen mehr an den verkauften Tonträger verdienen können.
Zuhältertape Volume 3 war auf 5.000 Exemplare limitiert und Mitte März 2010 ausverkauft.

## Titelliste

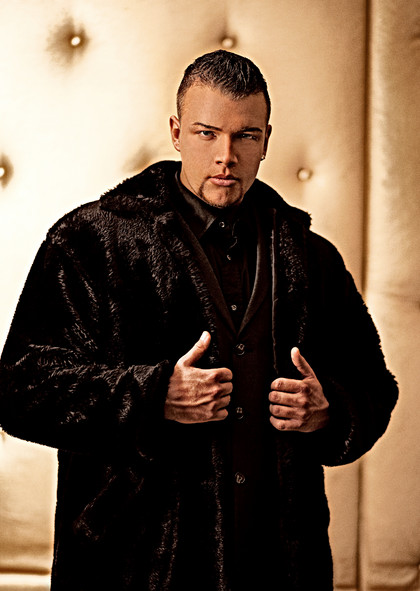
Kollegah im Jahr 2009

| #   | Titel                              | Produzent             | Länge |
| --- | ---------------------------------- | --------------------- | ----- |
| 1.  | Intro                              | B-Case                | 1:19  |
| 2.  | Endlösung                          | B-Case                | 3:09  |
| 3.  | Millennium                         | Hookbeats & X-Plosive | 3:46  |
| 4.  | Westside                           | Rizbo                 | 3:11  |
| 5.  | Rotlichtmassaker (feat. Sun Diego) | B-Case                | 4:48  |
| 6.  | Hoodtales I                        | SixJune & Yoshi       | 1:55  |
| 7.  | Lovesong Reloaded                  | Chrizmatic            | 3:01  |
| 8.  | Zuhälterrap                        | Hookbeats & Cristal   | 2:42  |
| 9.  | Amsterdam                          | Hookbeats             | 3:31  |
| 10. | Hoodtales II                       | Vizir                 | 2:20  |
| 11. | Selfmade Kings (feat. Favorite)    | Rizbo                 | 3:34  |
| 12. | 180 Grad                           | B-Case                | 3:20  |
| 13. | Angeberprollrap 2                  | B-Case                | 2:26  |
| 14. | Hiroshima                          | Hookbeats             | 3:19  |
| 15. | Fahrenheit                         | SixJune & Yoshi       | 3:32  |
| 16. | Hoodtales III                      | Vizir                 | 2:29  |
| 17. | Internationaler Player             | Rizbo                 | 2:37  |
| 18. | Outro                              | Saabiza               | 3:00  |

## Produktion
Die Beats von Zuhältertape Volume 3 wurden von verschiedenen Hip-Hop-Produzenten beigesteuert. Selfmade Records-Mitglied Rizbo produzierte die Lieder Westside, Selfmade Kings und Internationaler Player. B-Case ist für die Titel Intro, Endlösung, Rotlichtmassaker, 180 Grad und Angeberprollrap 2 verantwortlich. Hookbeatz steuerte die Produktionen zu Amsterdam und Hiroshima sowie in Zusammenarbeit mit X-plosive zu Millennium und gemeinsam mit Cristal zu Zuhälterrap bei. Des Weiteren produzierten Chrizmatic Lovesong Reloaded, Saabiza Outro und Vizirbeats Hoodtales II und Hoodtales III. Das Duo Sixjune und Yoshi Noize lieferte außerdem die musikalische Grundlage der Stücke Hoodtales I und Fahrenheit.

## Vermarktung
Am 30. Oktober 2009 stellte Selfmade Records den Titel Endlösung als ersten Titel kostenlos zur Verfügung. Das Stück Lovesong Reloaded, welches von Seiten des Labels als „Single“ bezeichnet wird, wurde am 25. November ebenfalls ins Internet gestellt.

## Kritik
Die Kritiken zum dritten Teil der Mixtape-Reihe fielen positiv aus. Das Hip-Hop-Magazin Juice wählte die Veröffentlichung in ihrer Januar/Februar-Ausgabe zum „Mixtape des Monats“. In der Wertung wird vor allem die „Wortspiel-Raffinesse“ Kollegahs sowie die Produktionen, die sich weniger durch den Synthesizer-Einsatz auszeichnen, sondern „auf entspannt Rollendes oder melodiöses Hochgepitchtes“ setzen, wodurch die Überheblichkeit im Vortrag Kollegahs, etwa in Titeln wie Westside, Angeberprollrap 2 und den drei Hoodtales, die Möglichkeit hat, „ihre volle Wirkung zu entfalten.“
Max Brandl, Redakteur für die E-Zine Laut.de, verfasste nach der Veröffentlichung des Albums eine Rezension, in der Zuhältertape Volume 3 die höchstmögliche Wertung von fünf Punkten zugesprochen bekam. Im Vergleich zu dem einige Monate zuvor mit Farid Bang veröffentlichten Album Jung, brutal, gutaussehend, habe sich Kollegah textlich wieder gesteigert. So verwende der Rapper zahlreiche rhetorische Figuren, die der Zuhörer häufig erst nach mehrmaligem Hören entdecke. Des Weiteren lobt Brandl die Strophen, in denen Kollegah besonders schnell, im sogenannten „Double-Time“, rappt. Die Produktionen der Titel werden als vielseitig hervorgehoben. Kollegah verwende „aufgeblasene, mitreißende und oft grandios an der Grenze zum unerträglichen Kitsch operierende Soundfundamente“, die jedoch in das Konzept passen. Als Beispiel für einen negativ bewerteten Beat nennt Brandl die Produktion zu Outro, die er als „strapaziös“ beschreibt. Zudem kritisiert der Redakteur einige sprachliche Fehler, die in Kollegahs Texten untergekommen sind. Diese sieht er weniger schwerwiegend und resümiert am Ende seiner Rezension, dass die Kritiker von Kollegah versuchen sollen, „zwischen all der übertriebenen Selbstgefälligkeit, den haarsträubenden Ghettogeschichten à la Münchhausen und dem protzigen Arrangement jene eigentliche Leistung [zu] entdecken, die da Unterhaltungskunst heißt.“
Die Internetseite Rap.de bescheinigte dem Mixtape „einen sehr hohen, wenn auch keinen langlebigen, Unterhaltungswert“. Kollegah beherrsche es, „harte Texte“ mit ruhiger Stimme vorzutragen, sodass die Musik etwa im Auto gehört werden könne. In diesem Zusammenhang hebt die Redakteurin Lena die Titel Westside und Angeberprollrap 2 hervor. Als eines der schlechteren Stücke wird Rotlichtmassaker genannt, dessen Gastbeitrag von Sun Diego vor allem negativ kritisiert wird. Des Weiteren sei „eine starke technische Weiterentwicklung“ Kollegahs anhand des Lieds Lovesong Reloaded auszumachen. Dagegen hätten die Stücke 180 Grad und Amsterdam einen geringen Wiedererkennungswert. Fahrenheit und Internationaler Player verbreiten, laut der Rap.de-Redakteurin, „am meisten gute Laune“. Die Themen des Albums seien zusammengenommen vorhersehbar gewesen.
Bei den Hiphop.de Awards 2009 wurde Zuhältertape Volume 3 als „Bestes Mixtape national“ ausgezeichnet.